# 253-тя піхотна дивізія (Третій Рейх)
253-тя піхотна дивізія (Третій Рейх) (нім. 253. Infanterie-Division) — піхотна дивізія Вермахту за часів Другої світової війни.

## Історія
253-тя піхотна дивізія сформована 26 серпня 1939 під час 4-ї хвилі мобілізації в Дюссельдорфі в VI-му військовому окрузі (нім. Wehrkreis VI).

## Райони бойових дій
- Німеччина (вересень 1939 — травень 1940);
- Бельгія, Франція (травень 1940 — квітень 1941);
- Німеччина (Східна Пруссія) (квітень — червень 1941);
- СРСР (північний напрямок) (червень — серпень 1941);

## Командування

### Командири
- генерал-лейтенант Фріц Кюне (нім. Fritz Kühne) (26 серпня 1939 — 7 березня 1941);
- генерал-лейтенант Отто Шеллерт (нім. Otto Schellert) (7 березня 1941 — 18 січня 1943);
- оберст, з 1 квітня 1943 генерал-майор, з 1 жовтня 1943 генерал-лейтенант Карл Беккер (нім. Carl Becker) (7 березня 1941 — 17 червня 1944);
- генерал-лейтенант Ганс Юнк (нім. Hans Junck) (17 — 28 червня 1944);
- генерал-лейтенант Карл Беккер (28 червня 1944 — 5 травня 1945);
- генерал-майор Йоахім Шватло-Гестердінг (нім. Joachim Schwatlo-Gesterding) (5 — 8 травня 1945).

## Нагороджені дивізії
Нагороджені Сертифікатом Пошани Головнокомандувача Сухопутних військ для військових формувань Вермахту за збитий літак противника
- 16 травня 1942 — 3-тя піхотна рота 453-го піхотного полку за дії 19 березня 1942 (144);
- 19 червня 1942 — 7-ма рота 464-го піхотного полку за дії 5 лютого 1942 (149);
- 19 червня 1942 — 10-та артилерійська батарея 253-го артилерійського полку за дії 19 березня 1942 (160);
- 19 липня 1942 — штаб 3-го піхотного батальйону 464-го піхотного полку за дії 16 травня 1942 (176);
- 19 липня 1942 — 253-й розвідувальний батальйон за дії 16 травня 1942 (178);
- 10 серпня 1942 — 12-та рота 453-го піхотного полку за дії 29 травня 1942 (202);
- 11 лютого 1943 — 10-та рота 453-го піхотного полку за дії 6 жовтня 1942 (306).

Нагороджені дивізії
|  | Кавалери Золотого Німецького Хреста                                                                        | 104                                                 |
|  | Кавалери Срібного Німецького Хреста                                                                        | 3                                                   |
|  | Кавалери Лицарського хреста Залізного хреста з Дубовим листям                                              | 1 № 829 генерал-лейтенант Карл Беккер — 14.04.1945) |
|  | Кавалери Лицарського хреста Залізного хреста                                                               | 23 в тому числі 2 непідтверджених                   |
|  | Кавалери Почесної відзнаки Сухопутних військ «Почесна застібка на орденську стрічку для Сухопутних військ» | 47                                                  |

- Нагороджені Сертифікатом Пошани Головнокомандувача Сухопутних військ (14)
- Нагороджені Сертифікатом Пошани Головнокомандувача Сухопутних військ за збитий літак противника (2)